# تپه باستانی کوله کش
تپه باستانی کوله کش مربوط به سده‌های اولیه دوران‌های تاریخی پس از اسلام است و در شهرستان رودبار، بخش مرکزی، دهستان رستم‌آباد جنوبی، روستای کوله کش واقع شده و این اثر در تاریخ ۲۷ اسفند ۱۳۸۶ با شمارهٔ ثبت ۲۲۵۱۴ به‌عنوان یکی از آثار ملی ایران به ثبت رسیده است.